# قضیه عدم امکان ارو

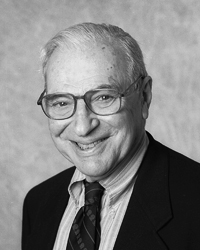
کنت ارو

نظریه عدم امکان اَرو (به انگلیسی: Arrow) یا پارادوکس ارو یک قضیهٔ مبتنی بر اثبات عدم امکان در تئوری انتخاب اجتماعی است که بیان می‌کند که وقتی رأی‌دهندگان می‌توانند از بین سه گزینه یا بیش از آن انتخاب کنند، هیچ نظام انتخاباتی ترجیحی ای قادر نخواهد بود ترجیحات افراد را به شکلی تجمیع کند که مجموعه‌ای از معیارهای مشخص همزمان برقرار باشند؛ این معیارها عبارتند از: دامنهٔ نامحدود، عدم دیکتاتوری، کارایی پارتو و استقلال از گزینه‌های نامربوط (استقلال دوبه‌دو).
به طور خلاصه هیچ نظام انتخاباتی ترجیحی را نمی‌توان طراحی کرد که همزمان از سه شرط زیر که نمایانگر «عدالت» یک نظام انتخاباتی هستند برخوردار باشد:
1. اگر تک تک رأی‌دهندگان الف را به جیم ترجیح دهند، آنگاه در آرای تجمیع شده حتماً الف به جیم ترجیح داده شود.
2. اگر ترجیحات هر رأی‌دهنده بین الف و جیم با وارد شدن دال تغییر نکند، آنگاه در آرای تجمیع شده هم ترجیحات گروه بین الف و جیم با وارد شدن دال ثابت بماند.
3. هیچ رأی‌دهنده‌ای دیکتاتور نباشد؛ به بیان دقیق‌تر، هیچ رأی‌دهنده‌ای قدرت نداشته باشد که با رأی خود نتیجهٔ انتخابات را همیشه تغییر دهد.

قضیهٔ عدم امکان ارو، برای نظام‌های انتخاباتی ترجیحی قابل اثبات است. اما این قضیه شامل حال نظام‌های انتخاباتی عدد اصلی (که در آن رأی‌دهندگان به هر نامزد یک نمره می‌دهند و این نمرات از جنس عدد اصلی هستند) نمی‌شود، چرا که در نظام‌های انتخاباتی عدد اصلی، اطلاعاتی فراتر از ترجیح نسبی نامزدها منتقل می‌شود. با این حال، قضیه گیبارد، قضیهٔ ارو را به شکلی توسعه می‌دهد که شامل نظام‌های انتخاباتی عدد اصلی هم می‌شود.
نام قضیهٔ عدم امکان ارو برگرفته از نام کِنِت اَرُو، اقتصاددان آمریکایی و برندهٔ جایزهٔ نوبل است. ارو این نظریه را در پایان‌نامهٔ دکتری خود و همچنین در کتابش با نام «انتخاب اجتماعی و ارزش‌های فرد'» مطرح کرد. مقالهٔ اصلی که این نظریه در آن اولین مطرح شد «یک مشکل در مفهوم رفاه اجتماعی» نام دارد. به عقیدهٔ برخی، نظریهٔ انتخابات اجتماعی نیز از همین ایدهٔ ارو ریشه می‌گیرد.

## مقدمه
نظریه انتخاب اجتماعی از فرموله کردن پارادوکس رأی‌گیری کندورسه آغاز گردید و با نظریه ارو به شکل امروزی آن درآمد.

### پارادوکس کندورسه
فرض کنید سه رأی‌دهنده و سه انتخاب داریم: الف، جیم و دال و ترجیحات این سه رأی‌دهنده به شکل زیر است (در اینجا علامت بزرگتر یا «>» جهت ترجیحات فرد را نشان می‌دهد؛ مثلاً دال > الف یعنی فرد گزینهٔ دال را به الف ترجیح داده‌است):
ترجیحات فرد اول: الف > جیم > دال
ترجیحات فرد دوم: جیم > دال > الف
ترجیحات فرد سوم: دال > الف > جیم
نتیجه رأی‌گیری بر مبنای رأی اکثریت می‌گوید که الف باید به طور جمعی بر جیم ترجیح داده شود (با دو رأی از سه رأی) و همچنین جیم باید به طور جمعی بر دال ترجیح داده شود (مانند قبل با دو رأی از سه رأی). طبق فرض «انتقال پذیری» می‌توان نتیجه گرفت که اگر الف بر جیم و جیم بر دال (در حالت جمعی) ترجیح دارد بنابراین الف هم باید بر دال مرجح باشد. در حالی که طبق ترجیحات تعیین شده دال بر الف ترجیح داده می‌شود؛ که این با نتیجه‌ای که از «انتقال پذیری» گرفتیم در تناقض است.

## بیان تئوری
نیاز به جمع کردن ترجیحات خود رادر چند مسئله نشان می‌دهد از جمله: در اقتصاد رفاه که می‌خواهیم یک خروجی قابل قبول و پایدار را به‌دست آوریم؛ در تئوری تصمیم‌گیری که فرد باید بر مبنای مقیاس‌های مختلف یک انتخاب عقلایی بکند و طبیعتاً در سیستم‌های رأی‌گیری که مکانیزم‌هایی برای استخراج یک تصمیم از میان ترجیحات افراد هستند.
هر فرد در جامعه با توجه به ترجیحاتش ترتیب مشخصی از گزینه‌های پیش رویش را ارائه می‌دهد، ما به دنبال یک سیستم رأی‌گیری مبتنی بر ترجیحاتی هستیم که توسط آن مجموعه ترجیحات همه افراد به یک ترتیب از ترجیحات منتهی شود. به این سیستم «تابع رفاه اجتماعی» گفته می‌شود.

## بیان رسمی تئوری
فرض کنید تعداد رأی‌دهنده‌ها حداقل ۳تا باشد و شروط عقلایی و امکان پذیر بودن نیز برقرار باشد، آنگاه هر تابع (جمع‌کننده) رفاه اجتماعی که بهینه پرتو باشد و شرط استقلال را نیز برقرار کند دیکتاتوری خواهد بود.
یعنی یک فرد h وجود دارد که اگر برای هر {x> جیم , الف ⊂ {x,y یعنی او الف را بر جیم ترجیح دهد، آنگاه الف نیز به طور اجتماعی بر جیم ترجیح دارد.
نسخه بعدی تئوری ارو (۱۹۶۳) با برداشتن فروض یکنوایی و غیر تحمیلی بودن به‌دست می‌آید.

### فروض نظریه
نظریه شرایط زیر را در نظر می‌گیرد که فرض می‌شود لزوم این شرایط برای یک روش رأی‌گیری عادلانه منطقی است.
۱. اصل رتبه‌بندی کامل (دامنه نامحدود یا جهان شمولی)
هر رتبه‌بندی اجتماعی باید قادر باشد که همه وضعیت‌های اجتماعی را رتبه‌بندی کند و مثل ترجیحات فردی باید کامل باشد. برای هر مجموعه از ترجیحات رأی‌دهنده‌ها تابع رفاه اجتماعی باید یک رتبه‌بندی کامل و منفرد از انتخاب‌های اجتماعی بدهد.
- باید این کار را طوری انجام دهد که به یک رتبه‌بندی کامل و منفرد از ترجیحات برای جامعه بینجامد.
- باید به طور مشخص هر بار که ترجیحات رأی‌دهنده‌ها به طور مشابهی بیان می‌شود رتبه‌بندی یکسانی را بدهد.

۲. اصل ترجیحات اجتماعی انتقال پذیر
رتبه‌بندی اجتماعی باید انتقال پذیر باشد. یعنی اگر الف به ب وب به ج ترجیح دارد باید الف به ج نیز ترجیح داشته باشد.
۳. اصل وابستگی مثبت ارزش‌های فردی و اجتماعی (یا یکنوایی)
رتبه‌بندی اجتماعی باید به طور مثبت با ترجیحات فردی رابطه داشته باشد. یعنی اگر دو فرد A, B الف را بر ب ترجیح دهند جامعه هم باید الف را بر ب ترجیح دهد.
اگر فردی ترجیحاتش را با بالا بردن یک انتخاب خاص تصحیح کند آنگاه ترتیب ترجیحات اجتماعی نیز یا باید در همان جهت تغییر کند یا اصلاً نباید تغییر کند.
۴. اصل استقلال ترجیحات اجتماعی (استقلال دو به دو)
با وارد شدن یک گزینه جدید رتبه‌بندی تابع رفاه اجتماعی از انتخاب‌های قبلی تغییر نکند.
۵. اصل تحمیلی نبودن ترجیحات اجتماعی (حاکمیت شهروندی)
هر ترتیب ترجیحات اجتماعی ممکن باید توسط مجموعه‌ای از ترتیب ترجیحات افراد قابل دستیابی باشد. رابطه ترجیحی اجتماعی نباید به جامعه تحمیل شود.
۶. اصل عدم دیکتاتوری
تابع رفاه اجتماعی باید خواسته‌های همه رأی‌دهنده‌ها را برآورده کند نه اینکه فقط ترجیحات یک رأی‌دهنده واحدی را نمایش دهد.
تئوری عدم امکان ارو به ما می‌گوید که پارادوکس کندورسه ناشی از هیچ‌یک از ویژگی‌های قوی رأی‌گیری بر مبنای رأی اکثریت (شامل تساوی بین رأی‌دهنده ها (عدم وجود دیکتاتوری) و شرایط پرتو) نیست، این تناقض از قلب قضیه ناشی می‌شود.
با اصل استقلال هیچ تابع (مجموع یاب) رفاه اجتماعی وجود ندارد که یک فرم ضعیف عدم دیکتاتوری و بهینه پرتو را برقرار کند.

## ضمایم
- سه اثبات کوتاه نظریه عدم امکان ارو http://ideas.repec.org/p/cwl/cwldpp/1123r3.html